# José Ramón Larraz
José Ramón Larraz Gil (Barcelona, 7 de febrero de 1929 - Málaga, 3 de septiembre de 2013) fue un director de cine e historietista español. Usó seudónimos como Dan Deaubenay, Gil, Gilles y Joseph Larraz.

## Biografía
Larraz comenzó una carrera como historietista en los tebeos de Ediciones Clíper, sita en su ciudad natal.
Pasó luego a Francia y Bélgica, donde trabajó también de fotógrafo de modas.
Empezó a dirigir películas en Inglaterra, y llegó a representar a este país en el Festival de Cannes con Symptoms en 1974.
En 1976 retornó a España, con películas tan famosas como Polvos mágicos, La momia nacional (1981) con Mabel Escaño y Los ritos sexuales del diablo (1981), película de terror con Carmen Carrión en el reparto.  
Sus últimos trabajos fueron coproducidos por España y Estados Unidos, retirándose del cine en 1992, con 63 años.
En 2012 EDT publicó sus memorias con el subtítulo de Del tebeo al cine, con mujeres de película.
Falleció en Málaga el 3 de septiembre de 2013, a los 84 años.

## Obra
Historietística
| Año  | Título                            | Guionista      | Tipo                            | Publicación |
| ---- | --------------------------------- | -------------- | ------------------------------- | ----------- |
| 1952 | Aventuras de Wilkens              | Larraz         | Serie                           | Alcotán     |
| 1952 | Castigo del Ártico                | Larraz         | Serie                           | Nicolás     |
| 1952 | Ray Walker, el hombre del asfalto | Larraz         | Serie                           | Nicolás     |
| 1952 | Duncan Foster                     | Larraz         | Serie                           | El Coyote   |
| 1953 | Vivian, Pecas, Janet y Pipa       | Larraz         | Serie                           | Florita     |
| 1954 | Pipa, Pipo y sus amigas           | Larraz         | Serie                           | Florita     |
| 1954 | Guillermo, el perro y el Capi     | Larraz         | Serie                           | Yumbo       |
| 1954 | El Coyote                         | José Mallorquí | Serie                           | El Coyote   |
| 1954 | Guillermo, el perro y el Capi     | Larraz         | Serie                           | Yumbo       |
|      | Cecile                            | Larraz         | Serie                           |             |
|      | Le Corsaire                       | Larraz         | Serie                           |             |
| 1968 | Los guerrilleros                  | Larraz         | Serie dibujada por Jesús Blasco | Spirou      |
|      | Paul Foran                        | Larraz         | Serie                           | Spirou      |
|      | Mikael                            | Larraz         | Serie                           | Spirou      |
|      | Cristian Vanel                    | Larraz         | Serie                           | Spirou      |

Cinematográfica
| Año  | Título                               |
| ---- | ------------------------------------ |
| 1969 | Whirpool                             |
| 1972 | La muerte incierta                   |
| 1972 | Emma, puertas oscuras                |
| 1972 | Judas, toma tus monedas              |
| 1973 | Scream and Die                       |
| 1973 | La casa de los muertos vivientes     |
| 1974 | Las hijas de Drácula                 |
| 1974 | Symptoms                             |
| 1976 | El fin de la inocencia               |
| 1977 | El mirón                             |
| 1977 | Luto riguroso                        |
| 1978 | El periscopio                        |
| 1978 | Jugar con fuego                      |
| 1978 | La visita del vicio                  |
| 1979 | La ocasión                           |
| 1979 | Polvos mágicos                       |
| 1980 | Estigma                              |
| 1981 | La momia nacional                    |
| 1981 | Las alumnas de madame Olga           |
| 1982 | Los ritos sexuales del diablo        |
| 1983 | Juana la loca... de vez en cuando    |
| 1987 | Descanse en piezas                   |
| 1988 | Al filo del hacha                    |
| 1993 | Una chica entre un millón            |
| 1994 | Sevilla Connection                   |
| 2002 | Viento del pueblo (Miguel Hernández) |